# Liste d'artistes de pop latino
Cette liste d'artistes de chanteur pop latino présente les groupes et chanteurs ayant abordé la pop latino significativement au cours de leur carrière.

## A
- Christina Aguilera[1]
- Anuel AA[2]
- Marc Anthony[1],[3],[4]
- Ricardo Arjona[5]
- Brenda Asnicar
- Aventura[6]

Début de page

## B
- Bad Bunny[7]
- J. Balvin[7]
- Becky G[4]
- Belanova
- David Bisbal
- Miguel Bosé[8]

Début de page

## C
- Cabas
- Camila Cabello
- Camela[9]
- Nathalie Cardone
- Roberto Carlos[10]
- Cristian Castro[11]
- CD9
- CNCO
- Chayanne[3]

Début de page

## D
- Daddy Yankee
- Danna Paola
- Kat DeLuna

Début de page

## E
- Emmanuel
- Luis Enrique[10]
- Gloria Estefan

Début de page

## F
- Tiziano Ferro
- Laura Flores[12]
- Fonseca
- Luis Fonsi[7]

Début de page

## G
- Juan Gabriel
- Selena Gomez[4]
- Juan Luis Guerra[3]

Début de page

## I
- Enrique Iglesias[1],[3]
- Julio Iglesias[3],[10]

Début de page

## J
- José José
- jonathan arenas elyoni
- Juanes[7],[13]
- Rocío Jurado[10]

Début de page

## K
- Karol G

Début de page

## L
- Natalia Lafourcade[7]
- Litzy[14]
- Jennifer Lopez[1],[3],[15]
- Los del Río[1]
- Valeria Lynch[16]

Début de page

## M
- Maluma[7]
- Maná
- Gian Marco
- Abraham Mateo
- Ricky Martin[1],[3],[17]
- Mecano
- DJ Méndez
- Addys Mercedes
- Miami Sound Machine[3]
- Luis Miguel[3],[10]
- Ricardo Montaner[18]
- Amaia Montero

Début de page

## N
- Natti Natasha[19]
- Nek
- Noelia

Début de page

## O
- Natalia Oreiro
- Ozuna[2]

Début de page

## P
- Eduardo Palomo
- Laura Pausini
- Carlos Ponce[20]

Début de page

## R
- RBD
- Reik[21]
- Daniela Romo[10]
- Prince Royce[22]
- Paulina Rubio[23]
- Pablo Ruiz
- Rosalia

Début de page

## S
- Romeo Santos
- Alejandro Sanz[3],[7]
- Jon Secada
- Selena[10]
- Shakira[3]
- Álvaro Soler
- Martina Stoessel

Début de page

## T
- Tamara[24]
- Thalía
- Dayanara Torres
- Diego Torres
- Gloria Trevi

Début de page

## U
- Álex Ubago[25]

## V
- Julieta Venegas
- Carlos Vives[3]

Début de page

## X
- Xuxa

Début de page

## Y
- Sebastián Yatra[26]
- Yuri[27]

Début de page